# Comté de Pulaski (Virginie)
Pour les articles homonymes, voir Comté de Pulaski.
Le comté de Pulaski est un comté de Virginie, aux États-Unis.